# 火花 (2016年電視劇)
《Hibana 火花》，是一部改編自又吉直樹小說《火花》的Netflix日本電視連續劇，於2016年6月2日在串流媒體網站Netflix全球首播。2017年2月26日起於NHK播出於Netflix上傳的重製版，每集約45分（最終回為50分），共十集。

## 登場人物
- 德永太步 - 林遣都 [4]

搞笑藝人組合「火花」負責耍笨。
- 神谷 才藏 - 波岡一喜[4]

搞笑藝人組合「糊塗人」負責耍笨。德永的前輩。
- 山下 真人  - 好井正雄（井下好井）[5]

搞笑藝人組合「火花」負責找碴。
- 大林 和也 - 村田秀亮（とろサーモン）[5]

搞笑藝人組合「糊塗人」負責找碴。
- 宮野 真樹 - 門脇麥[4]

神谷的室友
- 日向 征太郎 - 田口智朗[6]

火花所屬的藝能事務所・日向企畫的社長。
- 緒方 健治 - 染谷将太[6]

日向企畫的社員。負責搞笑。
- 西田 英利香 - 菜葉菜 [4]

日向企画的社員。
- ロクさん - 渡邊哲[4]

與德永住在同間公寓的居民。
- 小野寺 - 渡邊大知[4]

與德永住在同間公寓的居民。
- 步美（あゆみ） - 德永绘里[4]

德永之前打工的朋友。現在是美容師。
- 望月 - 溫水洋一[4][7]

德永之前在便利商店打工的店長。
- 恩田 - 宮崎吐夢[4]

德永現在打工的店長。
- 渡邊 - 小林薰[6]

武藏野咖啡店店主。
- 百合枝 - 高橋瑪莉潤[4]

山下的恋人。
- 笹本 英樹 - 忍成修吾[4]

電視台導演。
- 里島 誠 - 村杉蟬之介[4]

電視台導演。
- 熱海活動主辦 - 山本浩司[4]
- 熱海居酒屋店員 - 山本彩（NMB48）[6]
- 燒鳥屋店員 - 武田梨奈[4]
- 合コン夥伴 - 今井華、島袋聖南[4]

### 製作團隊
- 總監督 - 廣木隆一
- 統括製作人 - 古賀俊輔
- 監督 - 廣木隆一（1・9・10）、白石和彌（3・4）、沖田修一（5・6）、久万真路（7・8）、毛利安孝（2）[8]
- 劇本統括 - 加藤正人
- 劇本 - 加藤正人、高橋美幸、加藤結子
- 劇本協力 - 板尾創路
- 撮影 - 鍋島淳裕
- 照明 - かげつよし
- 録音 - 深田晃、岩丸恒
- 音效 - 渋谷圭介、佐藤祥子
- 美術 - 相馬直樹
- 裝飾 - 桑田真志
- 編輯 - 菊池純一、野本稔
- 音樂 - 上野耕路、石塚徹
- 主題曲 - OKAMOTO'S「BROTHER」[9]
- 插曲 - SPICY CHOCOLATE「二人で feat.西內瑪麗亞&YU-A」[10]
- 音楽製作人 - 田井基良
- 執行製作人 - 岡本昭彦、吉崎圭一、DavidLee、上木則安
- 製作人 - 山地克明、仲良平、五十嵐真志、鳥澤晋、坂本和隆
- 制作 - The fool, Pipeline
- 制作 - 吉本興業
- 製作 - YD Creation、Netflix